# Darscheid

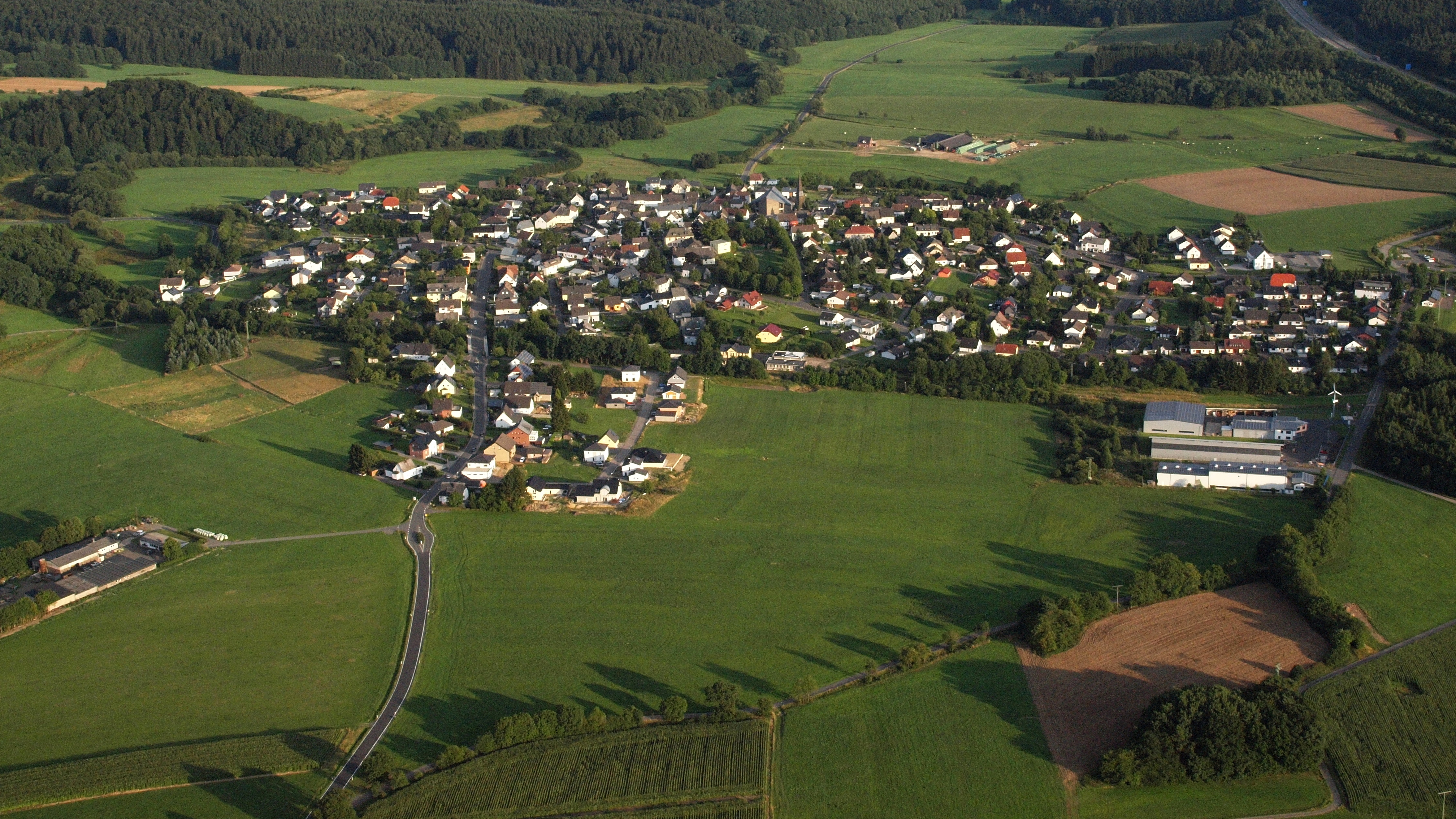
Darscheid (Eifel), Luftaufnahme (2015)

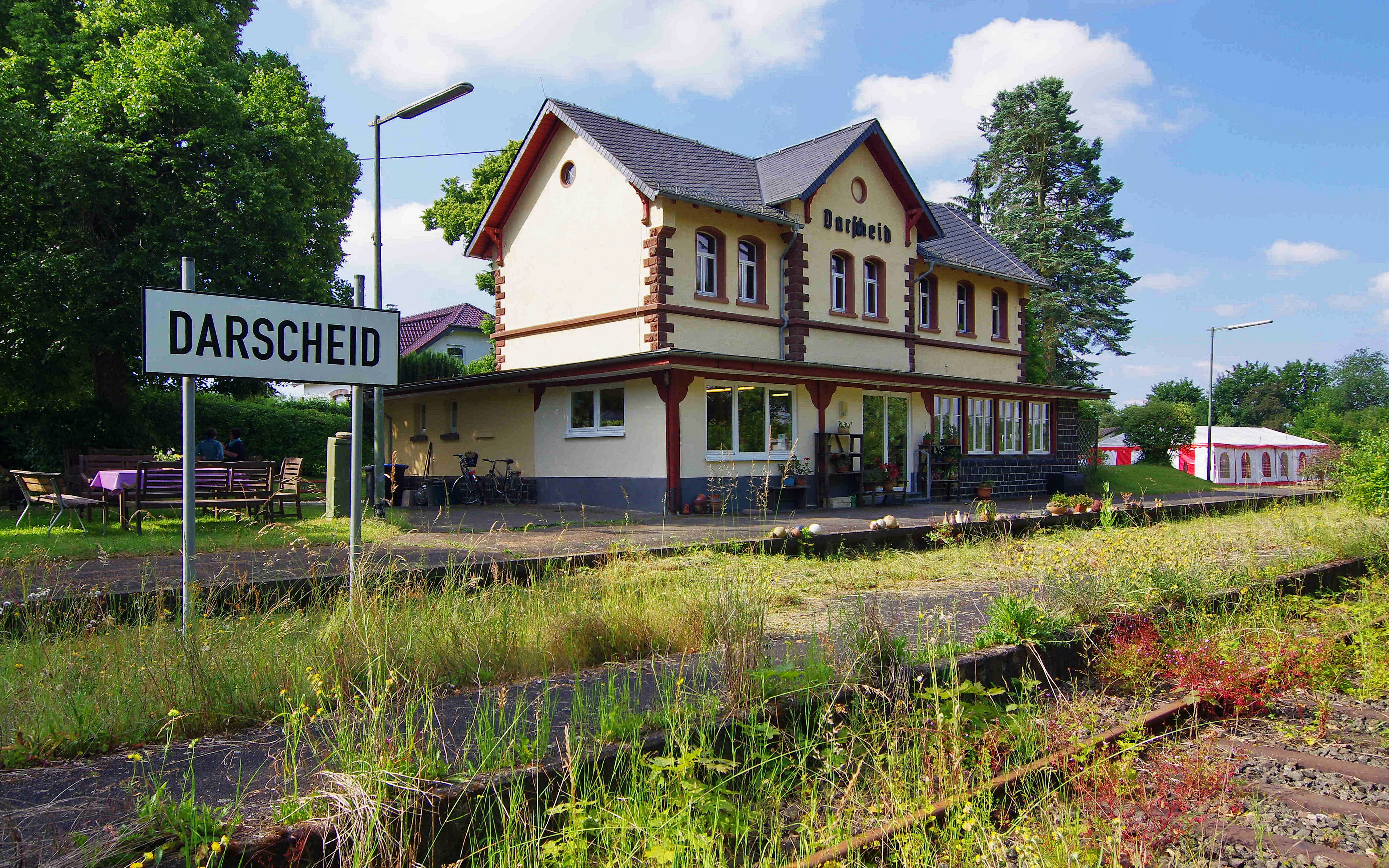
Ehemaliger Bahnhof Darscheid

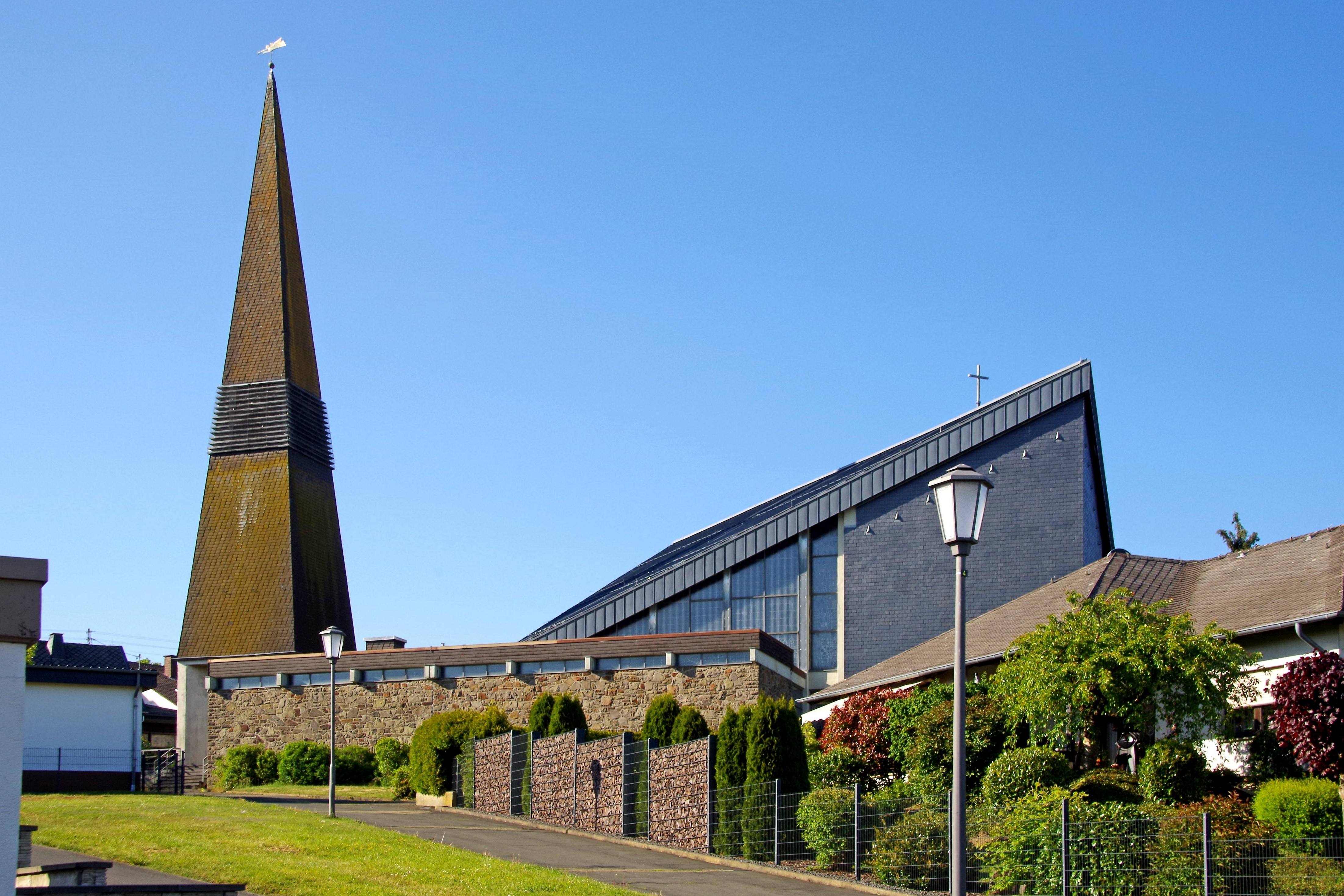
Heilig-Kreuz-Kirche von Süden

Darscheid ist eine Ortsgemeinde im Landkreis Vulkaneifel in Rheinland-Pfalz. Sie gehört der Verbandsgemeinde Daun an.

## Geographie
Der Ort liegt in der Vulkaneifel.
Zu Darscheid gehört der Wohnplatz Thommen und das Naturerlebniszentrum.

## Geschichte
Darscheid wurde 1354 erstmals urkundlich erwähnt.
Bis zum Ende des 18. Jahrhunderts gehörte Darscheid landesherrlich zum Kurfürstentum Trier und stand unter der Verwaltung und der Gerichtsbarkeit des Amtes Daun. Darscheid war Sitz einer Zenterei, zu der auch Hörscheid gehörte.
Im Jahr 1794 wurde das Linke Rheinufer im ersten Koalitionskrieg von französischen Revolutionstruppen besetzt. Von 1798 bis 1814 gehörte Darscheid zum Kanton Daun im Saardepartement.
Auf dem Wiener Kongress (1815) kam die Region an das Königreich Preußen, Darscheid wurde 1816 dem neu errichteten Kreis Daun im Regierungsbezirk Trier zugeordnet und von der Bürgermeisterei Daun verwaltet.
Nach dem Zweiten Weltkrieg wurde die Gemeinde Darscheid innerhalb der französischen Besatzungszone Teil des damals neu gebildeten Landes Rheinland-Pfalz.
Bevölkerungsentwicklung
Die Entwicklung der Einwohnerzahl von Darscheid, die Werte von 1871 bis 1987 beruhen auf Volkszählungen:
| Jahr | Einwohner |
| ---- | --------- |
| 1815 | 200       |
| 1835 | 245       |
| 1871 | 225       |
| 1905 | 272       |
| 1939 | 425       |
| 1950 | 496       |
| 1961 | 501       |

| Jahr | Einwohner |
| ---- | --------- |
| 1970 | 524       |
| 1987 | 700       |
| 1997 | 725       |
| 2005 | 831       |
| 2011 | 828       |
| 2017 | 829       |
| 2023 | 953       |

## Politik

### Bürgermeister
Ulrich Johann wurde im Juni 2024 wieder zum Ortsbürgermeister von Darscheid gewählt.
Er war seit dem 28. August 2019 im Amt.
Johanns Vorgänger Manfred Thönnes hatte das Amt 20 Jahre ausgeübt, war 2019 aber nicht erneut angetreten.

### Wappen
| Wappen von Darscheid | Blasonierung: „In Grün ein goldener Schräglinksbalken, belegt mit einer roten Zickzackleiste. Oben ein silbernes Horn, unten ein schräg aufgerichtetes silbernes Schwert.“ |
| Wappen von Darscheid | Wappenbegründung: Der schrägliegende Balken mit Zickzackleiste ist dem Wappen der Grafen von Manderscheid entnommen, die nach den Weistümern des 15. Jahrhunderts in Darscheid einen Dinghof hatten. Das Horn im oberen Wappenteil symbolisiert den Ortspatron, den Hl. Cornelius. Auf „Thommen“ war eine Richtstätte des Kampbücheier Hochgerichtes. Für die Richtstätte steht das Schwert im unteren Wappenteil. |

## Kultur und Sehenswürdigkeiten
- Katholische Pfarrkirche Heilig-Kreuz von 1969
- Traditionelles Ratschen oder Klappern am Karfreitag und Karsamstag
- Ehemaliges Bahnhofsgebäude von 1906
- Friedhof mit alten Sandsteinkreuzen in der Friedhofsmauer
- Hügelgräber (⊙)
- Natur-Erlebnis-Zentrum NEZ Vulkaneifel (⊙)[8]
- Die Mineralquelle „Darscheider Drees“ (⊙)[9]
- Wanderroute Darscheid[10][11]

Siehe auch: Liste der Kulturdenkmäler in Darscheid

## Verkehr
Darscheid ist über die Anschlussstelle 119 (Daun) der A 1 zu erreichen. Dort beginnt auch die B 257 Richtung Daun. Im Ort kreuzen sich die Landesstraßen 91 und  66. 
Zusätzlich befindet sich in Darscheid ein ehemaliger Bahnhof der stillgelegten Eifelquerbahn.